# Postcristianisme

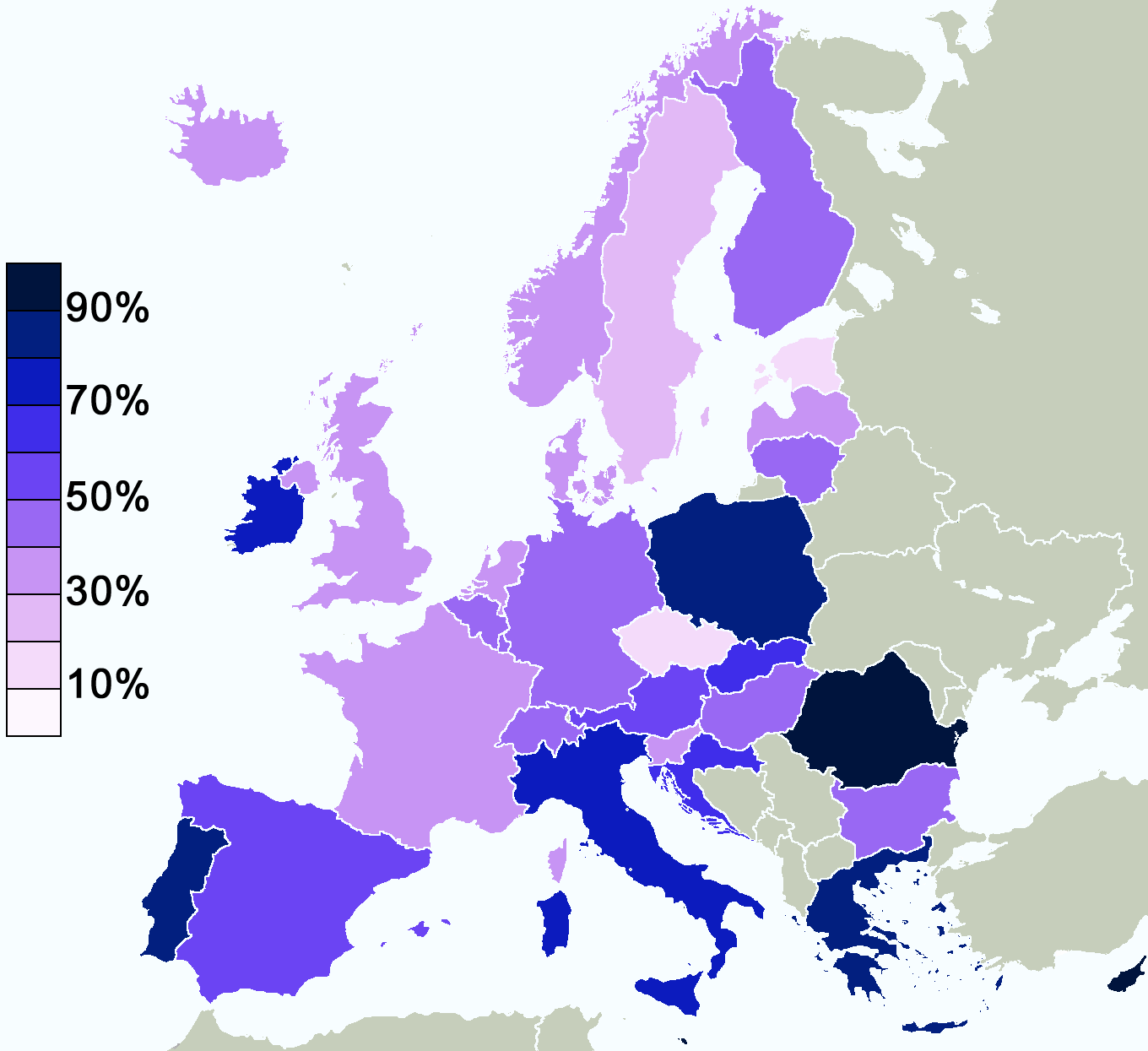
Proporció aproximada de gent que creu en Déu per estat. (Eurobarometer 2005)

Postcristianisme és un terme que s'aplica a l'estat de descristianització, o regressió del cristianisme, particularment a Europa, continent considerat tradicionalment i de manera ampla com a centre del cristianisme.

## Definicions
Des del punt de vista postmodern, el postcristianisme pot incloure visions personals de la vida o el món, ideologies i moviments religiosos que ja no es troben arrelats en els fonaments cristians. Aquest fenomen es va desenvolupar principalment durant la segona meitat del segle xx, tot i que les seves bases ja estaven assentades molt abans. Cal dir que no va començar ni es va estendre de manera uniforme. Mentre algunes societats es trobaven en estats més avançats de descristinització, d'altres no l'experimentaven. És de notar que mentre a l'Europa central i septentrional el postcristianisme ja s'havia desenvolupat a mitjans del segle xx, la seva progressió era imperceptible encara a moltes zones de l'Europa meridional.
Els efectes del postcristianisme es revelen en el fet que a moltes zones tradicionalment cristianes, el cristianisme ja no es pot considerar com a religió dominant. Com a conseqüència, en períodes més o menys curts les societats civils van deixant anar els valors i les normes culturals i socials en les quals es trobaven arrelades i que les havien definit durant períodes històrics relativament llargs. Aquests valors fonamentals, i els símbols derivats d'ells, van essent gradualment suplantats per altres valors i símbols que no necessàriament corresponen a cap religió particular ni poden ser definits basant-se en paràmetres equivalents.

## Desenvolupament
Ja l'any 1961 el teòleg francés d'origen armeni Gabriel Vahanian va escriure un llibre intitulat "La mort de Déu" exposant el problema de la descristinització. Vahanian comentava que la cultura secularitzada moderna de la civilització occidental ha perdut tot sentit del que és sagrat, els sagraments manquen de significat i es menysprea qualsevol sentit transcendental de la vida o dependència de la divina providència, la qual cosa el va fer arribar a la conclusió que, per a la mentalitat actual, "Déu és mort".
Vers el final de la dècada de 1960 els moviments com la teologia d'alliberament i el feminisme varen esdevenir extremament populars entre els joves de les zones urbanes d'Europa occidental. Els corrents ideològics que es varen desenvolupar en aquells temps de creixement econòmic, unides a l'hedonisme i a la subseqüent reacció contra les polítiques de caràcter conservador, varen fer perdurar i arrelar les actituds postcristianes.

## Efectes
Dins del món del cristianisme hi ha tota una sèrie de referències culturals que les generacions prèvies a la descristianització donaven per assentades.
Aquest rerefons cultural ancestral incloïa el coneixement de les històries de la Bíblia, dels rituals i símbols cristians, així com de les lliçons bàsiques de comportament o ètica cristiana contingudes en el catecisme.
Aquestes referències venien de manera natural i sense esforç als membres de les generacions anteriors, car eren impartides des de la infantesa i reforçades a través de la immersió en un entorn social que compartia els mateixos valors fonamentals. La mateixa societat, doncs, anava donat sentit a aquests valors cristians de manera contínua mitjançant la repetició de gestes i cerimònies en diferents situacions i experiències al llarg de la vida.
Actualment, però, ha sorgit una generació en què hi ha adults que demostren llacunes en conceptes bàsics del cristianisme que generacions enrere mai no haurien hagut de ser impartits a una persona adulta.
Així, en un món que ja és postcristià, conceptes que abans constituïen coneixements culturals comuns, ja no es poden considerar com a elements compartits entre tots els membres de la societat. En el moment actual de la història dels països de l'Europa occidental, la vida i la pràctica cristiana ja no formen part de la societat de manera homogènia.